# لويس لورنسو
لويس لورنسو (بالبرتغالية: Luís Lourenço‏) (5 يونيو 1983 بلواندا في أنغولا - ) هو لاعب كرة قدم أنغولي في مركز الهجوم، شارك في الألعاب الأولمبية الصيفية 2004. وشارك مع منتخب البرتغال تحت 19 سنة لكرة القدم ومنتخب البرتغال تحت 20 سنة لكرة القدم ومنتخب البرتغال تحت 21 سنة لكرة القدم ومنتخب أنغولا لكرة القدم. أما مع النوادي، فقد لعب مع أولدهام أثلتيك وسبورتينغ لشبونة ب وسبورتينغ لشبونة وموريرينسي ونادي بانيونيوس ونادي بريستول سيتي ونادي بيلينينسش ونادي فيتوريا سيتوبال ويو دي ليريا ونادي الزيرا ‏ وPAE Kerkyra ‏ وCSM Corona Brașov (football) ‏ ونادي فارنزي.

## وصلات خارجية
- لويس لورنسو على موقع الاتحاد الدولي (مؤرشف)  (الإنجليزية)
- لويس لورنسو على موقع قاعدة بيانات كرة القدم.إي يو (الإنجليزية)
- لويس لورنسو على موقع ناشيونال فوتبول تيمز (الإنجليزية)
- لويس لورنسو على موقع Soccerbase.com (لاعب) (الإنجليزية)
- لويس لورنسو على موقع Soccerway.com (الإنجليزية)
- لويس لورنسو على موقع عالم كرة القدم.نت (الإنجليزية)
- لويس لورنسو على موقع أوليمبيديا (الإنجليزية)